# São Romão (Minas Gerais)
São Romão is een gemeente in de Braziliaanse deelstaat Minas Gerais. De gemeente telt 9.713 inwoners (schatting 2009).

## Aangrenzende gemeenten
De gemeente grenst aan Icaraí de Minas, Pintópolis, Ponto Chique, Riachinho, Santa Fé de Minas, Ubaí en Urucuia.